# Mincemeat

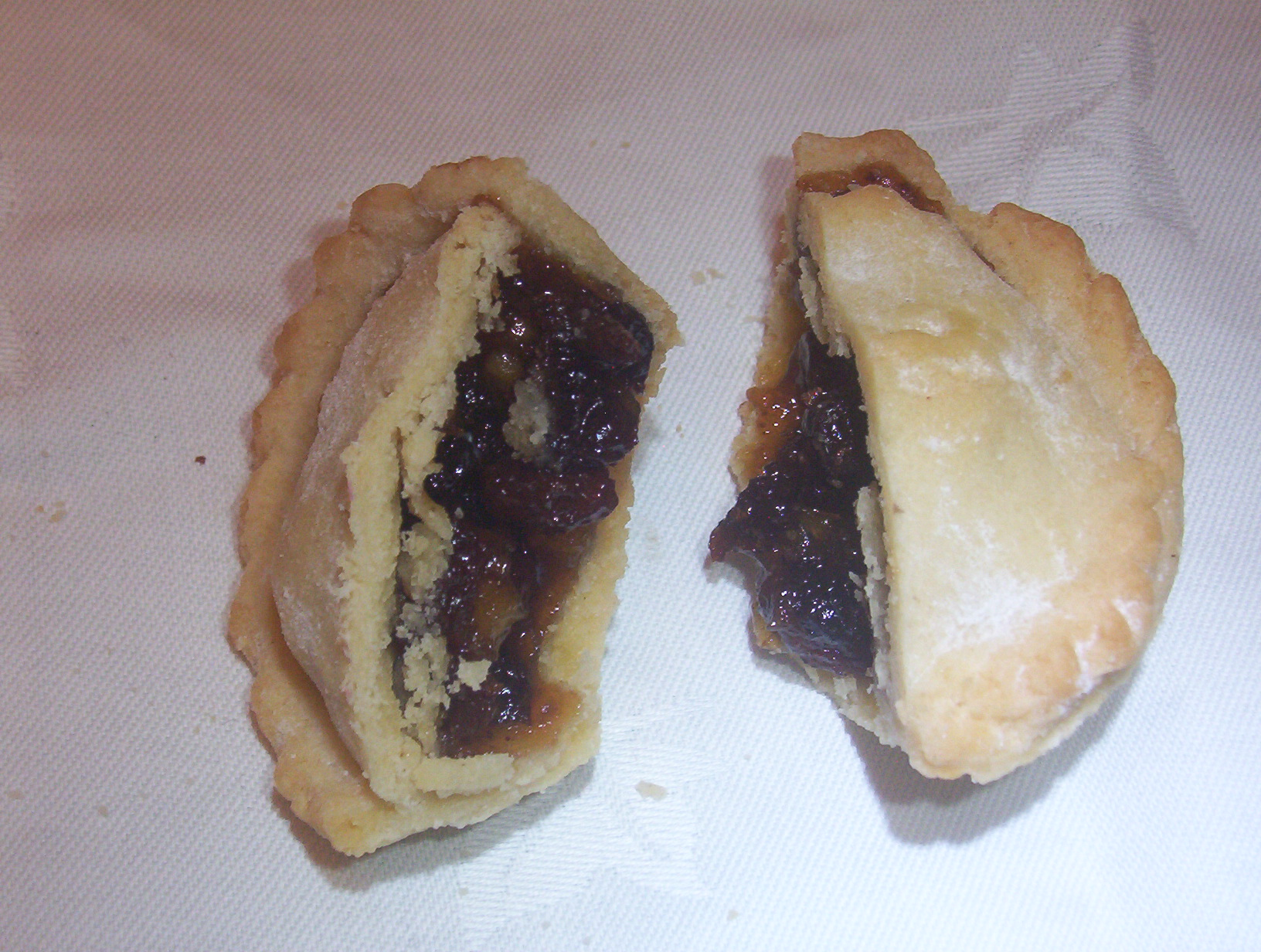
Mince pie, un pastel relleno de mincemeat.

La mincemeat es una mezcla de fruta seca, licores y especias, que a veces incluye sebo de vaca, carne de vacuno o venado. Originalmente la mincemeat siempre contenía carne. Muchas recetas modernas contienen sebo de vaca, aunque a veces se usa grasa vegetal en su lugar. Variantes de la mincemeat se encuentran en Australia, Bretaña, Canadá, norte de Europa, Irlanda, el Reino Unido y los Estados Unidos. En algunos países el término mincemeat se refiere a la carne picada (minced meat en inglés).

## Historia y variantes

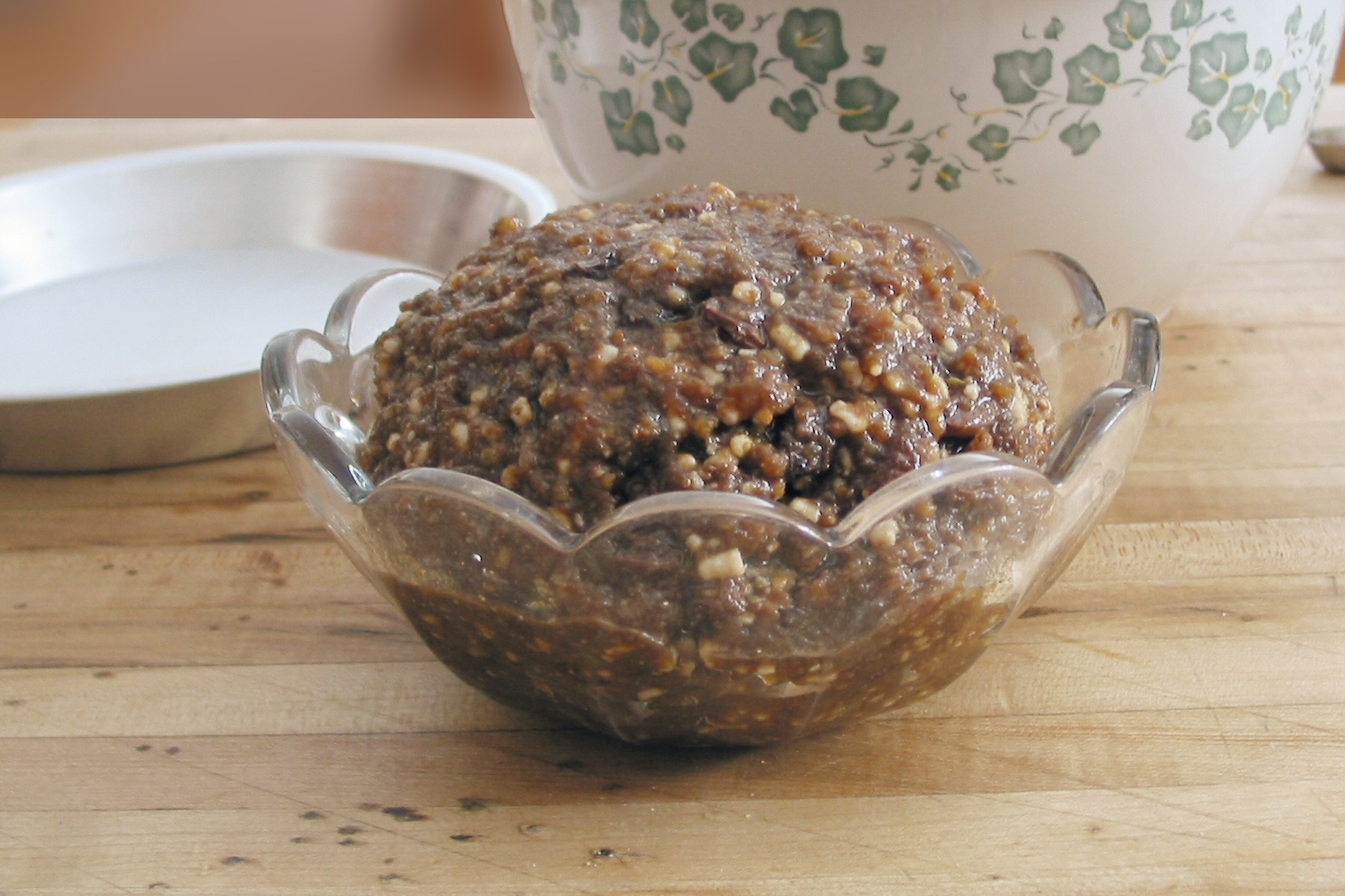
Mincemeat casero.

Recetas inglesas de los siglos XV a XVII describen una mezcla de carne y fruta usada como relleno de pasteles. Estas recetas antiguas incluían vinagres y vinos, pero para el siglo XVIII se sustituyeron por licores, frecuentemente brandy. El uso de especias como el clavo, la nuez moscada, el macis y la canela era común en los platos de finales de la Edad Media y el Renacimiento. El incremento del dulzor debido al azúcar añadido, y producido por la fermentación, hacía a la mincemeat más apropiada para los postres que para los platos salados principales.
De mediados a finales del siglo XVIII, la mincemeat había pasado a ser asociada en Europa con las comidas pasadas de moda, rurales o caseras. La Inglaterra victoriana rehabilitó la receta como un plato tradicional festivo.
Para mediados del siglo XX el término también se usó para describir mezclas parecidas que no incluyen carne pero que pueden incluir grasa animal en forma de sebo o mantequilla, pero que pueden también sustituirse por grasas vegetales sólidas, haciéndola apta para vegetarianos. Muchas recetas siguen incluyendo sebo, venado, solomillo o corazón de vaca picado, junto con fruta seca, especias, manzana picada y piel fresca de naranja, pasas de Zante, frutas caramelizadas, cidro y brandy, ron y otro licor. La mincemeat se deja envejecer para potenciar los sabores y activar el efecto conservante del alcohol, que con el tiempo cambia la textura de la mezcla al romper las proteínas de la carne. La mincemeat en conserva puede almacenarse hasta diez años.
La mincemeat puede prepararse en casa, usando a menudo una receta casera que cambia según la región y la familia. Están ampliamente disponibles las versiones industriales, principalmente sin carne y envasadas en tarro, caja de papel de aluminio o lata.
La mincemeat se consume frecuentemente en la época navideña, cuando se sirven los mince pies o mincemeat tarts. En el noreste de los Estados Unidos los pasteles de mincemeat son también una parte tradicional del Día de Acción de Gracias, y a veces se sirve con queso cheddar.

## Etimología
El mince en mincemeat (meat es ‘carne’) procede del inglés medio mincen y del francés antiguo mincier, ambos derivados del latín vulgar minutiare y del latín minutia, que significa ‘pequeñez’. La palabra mincemeat es una adaptación del término más antiguo minced meat, literalmente ‘carne en trozos pequeños’.